# Bouteloua
Bouteloua là một chi thực vật có hoa trong họ Hòa thảo (Poaceae).

## Loài
Chi Bouteloua gồm các loài: